# Atheismus der französischen Materialisten des 18. Jahrhunderts
Der Atheismus der französischen Materialisten des 18. Jahrhunderts war ein bürgerlicher Atheismus, der unter anderem auf den Grundlagen der Religionskritik Pierre Bayles (Pensées diverses sur la comète, Dictionnaire historique et critique) und der zum Durchbruch gelangten sensualistischen Philosophie John Lockes und den neuesten Erkenntnissen der Naturwissenschaft aufbaute.

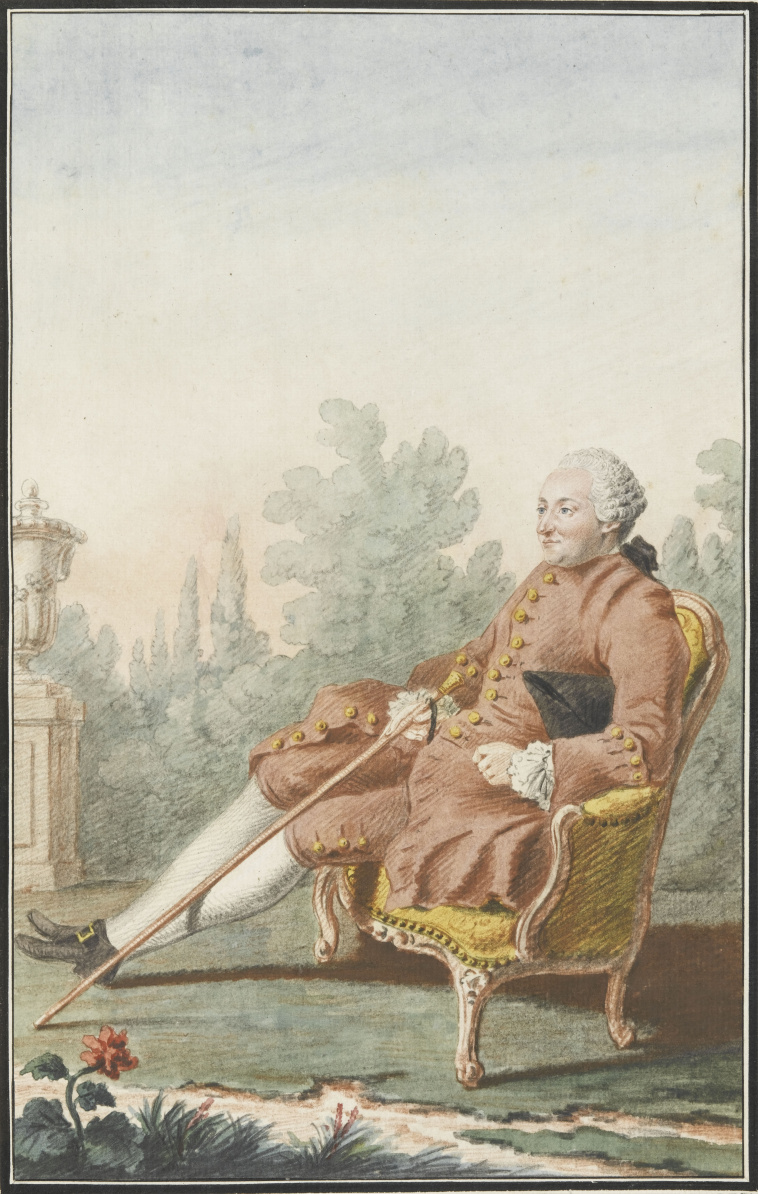
Paul Henri Thiry d’Holbach, 1766

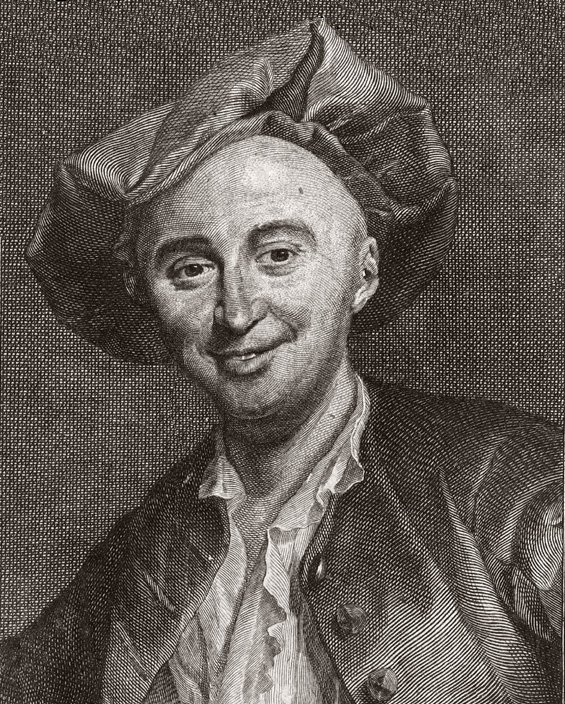
Julien Offray de La Mettrie als „Democritus ridens“, als lachender Demokrit, um 1750

Das Wirken der französischen Materialisten des 18. Jahrhunderts setzte um die Jahrhundertmitte in ganzer Schärfe ein, den Gipfelpunkt dieser Entwicklung bildeten La Mettrie, Helvétius, Holbach und Diderot.
Die philosophische Bewegung des Materialismus im Frankreich des 17. und 18. Jahrhunderts war von einem wiederbelebten Epikureismus inspiriert, die Krise des Mittelalters erweckte das Interesse am antiken Denken, einschließlich der Philosophie des Epikureismus. Der französische Materialismus mündete direkt in den französischen utopischen Sozialismus.
Der Autorin M. D. Zebenko zufolge „lieferten [die französische Materialisten] der Naturwissenschaft eine theoretische Waffe und schufen die ideologischen Voraussetzungen für die Weiterentwicklung des Materialismus und Atheismus im 19. Jahrhundert“.